# Pineuilh
Pineuilh è un comune francese di 4 546 abitanti situato nel dipartimento della Gironda nella regione della Nuova Aquitania.

## Società

### Evoluzione demografica
Abitanti censiti